# Kosmos 213
Kosmos 213 (ros. Космос-213) – bezzałogowy lot kosmiczny w ramach programu Sojuz. Misja Kosmos 213 służyła testowaniu manewru dokowania statków na orbicie okołoziemskiej.
Kosmos 213 był sztucznym satelitą, który oficjalnie miał służyć badaniu górnej atmosfery ziemskiej. Dzień wcześniej na orbitę wysłano podobny statek Kosmos 212. Obie bezzałogowe kapsuły spotkały się na orbicie i połączyły, był to pierwszy udany test dokowania Sojuzów. Zostały połączone przez 3 godziny 50 minut, po czym rozdzieliły się. Oba statki wylądowały na Ziemi, ale spadochron kapsuły Kosmos 213 nie odłączył się i silny wiatr pociągnął ją przez kilka kilometrów po stepie.